# Figino
Figino (Figin in dialetto milanese, AFI: [fiˈd͡ʒĩː]) è un quartiere   di Milano, posto nella periferia occidentale della città a ridosso dei comuni di Settimo Milanese e Pero, appartenente al Municipio 7 e al NIL n. 63, denominato: “Figino”. 

## Storia
Figino deriva dal latino figulinum = vasaio, operante con l'argilla.
Altre origini vengono individuate nei vocaboli latini "ficus" o "ficulinus" (albero di fico) o "fageus" (faggio) come per altri toponimi simili in altre zone lombarde.
I primi documenti che attestano l'esistenza di Figino risalgono al 1017, relativi ad un atto di permuta di due terreni fra un privato e la basilica ambrosiana di Milano.
Nell'ambito della suddivisione del territorio milanese in pievi, apparteneva alla Pieve di Trenno, e confinava con Rho e Cerchiate a nord, con Pero e Quinto Romano ad est, e con Settimo Milanese e Vighignolo ad ovest. Nel 1771 aveva 330 abitanti.
In età napoleonica, nel 1809, annesse sia Pero che Quinto Romano ma poi, dal 1811 al 1816, Figino fu a sua volta aggregata a Settimo, recuperando l'autonomia con la costituzione del Regno Lombardo-Veneto.
All'unità d'Italia del 1859, Figino aveva 589 abitanti, mentre al primo censimento nazionale del 1861 ne venivano registrati 607. Nel 1862 assunse la denominazione ufficiale di Figino di Milano.
Nel 1869 Figino viene soppresso come comune, diventando frazione dell'allora comune di Trenno. Nel 1923 quando Trenno fu annesso a Milano, anche Figino seguì la stessa sorte.
Figino conserva ancor oggi il carattere di piccolo borgo rurale, risultando uno dei pochissimi casi di quartieri di Milano staccato dall'area edificata della metropoli lombarda, non essendo ancora stato raggiunto dall'espansione edilizia. Qui si trova la chiesa parrocchiale di San Materno.
Nel giugno 2015, dopo un anno e mezzo di lavori, è stato inaugurato il Borgo Sostenibile, un complesso di 323 appartamenti di varie tipologie a basso impatto ambientale, che si sviluppa lungo via Rasario e che comprende al suo interno aree esclusivamente pedonali. Questo intervento ha favorito la realizzazione del senso unico di circolazione al fine di garantire maggiore sicurezza ai pedoni nelle vie più strette e antiche.

## Il Parco dei Fontanili
L'estremità occidentale del territorio, al confine con Rho e oltre la tangenziale ovest, è interessata dal Parco dei Fontanili, un'area naturale ricca di risorgive che per ora occupa uno spazio di 125.000 metri quadrati, sui 465.000 previsti, destinata a collegarsi con l'intero sistema dei parchi occidentali della città, da Trenno al confine urbano.

## Infrastrutture e trasporti
Fra il 1879 e il 1957 in località Bettola di Figino era presente una stazione della tranvia Milano-Magenta altresì nota con il soprannome di Gambadelegn.
Storicamente Figino è stata tra le prime località di Milano ad essere raggiunta da un autobus a motore negli anni venti del Novecento, con una linea che collegava il borgo alla "Maddalena", ora piazza De Angeli a Milano. 
Negli anni più recenti Figino è stata servita dalla linea 72 gestita da ATM, che portava ancora una volta fino a piazza De Angeli. Nei primi anni 2000 è stato prolungato il percorso e dal 2016 la linea si chiama 80 e favorisce il collegamento con la stazione di metropolitana M1 Molino Dorino e in seguito verso il Cimitero Maggiore.